# Casson Ferguson
Pour les articles homonymes, voir Ferguson.
Casson Ferguson est un acteur américain né le 29 mai 1891 à Alexandria, Louisiane (États-Unis), et mort le 12 février 1929 à Los Angeles, Californie.

## Filmographie partielle
- 1917 : The Mystery of No. 47, d'Otis Thayer : Buffington
- 1918 : L'École du bonheur (How Could You, Jean?) de William Desmond Taylor : Ted Burton Jr
- 1918 : Anita (The Only Road) de Frank Reicher
- 1919 : Partner Three de Fred Niblo : Arthur Gould
- 1919 : The Drifters de Jesse D. Hampton
- 1920 : Les Mutinés de l'Elsinore (The Mutiny of the Elsinore) d'Edward Sloman
- 1920 : Madame X (Madame X) de Frank Lloyd : Raymond Floriot
- 1921 : A Virginia Courtship de Frank O'Connor : Tom Fairfax
- 1922 : Le Réquisitoire (Manslaughter) de Cecil B. DeMille : Bobby Dorest
- 1922 : Borderland de Paul Powell
- 1925 : L'Empreinte du passé (The Road to Yesterday) de Cecil B. DeMille : Adrian Thompkyns
- 1925 : Cobra de Joseph Henabery
- 1927 : Le Roi des rois (The King of Kings) de Cecil B. DeMille : Scribe